# Latibulus sonani
Latibulus sonani är en stekelart som beskrevs av He och Chen 2004. Latibulus sonani ingår i släktet Latibulus och familjen brokparasitsteklar. Inga underarter finns listade i Catalogue of Life.